# خیریف
شهر خیریف (به روسی: Хирів) در استان لویو در کشور اوکراین واقع شده‌است. جمعیت این شهر ۴,۱۵۲ نفر (۲۰۲۱ تخمینی) است.